# واس، کستل
واس، کستل (به لاتین: Vas, Kostel) یک زیستگاه انسانی در اسلوونی است که در Lower Carniola واقع شده‌است.

## خصوصیات
واس ۰٫۸۲ کیلومترمربع مساحت و ۶۷ نفر جمعیت دارد و ۲۲۲٫۸ متر بالاتر از سطح دریا واقع شده‌است.